# Beaupuy (Lot-et-Garonne)
Beaupuy é uma comuna francesa na região administrativa da Nova Aquitânia, no departamento Lot-et-Garonne. Estende-se por uma área de 8,14 km². Em 2010 a comuna tinha 1 681 habitantes (densidade: 206,5 hab./km²).